# Mia Kilburg
Mia Kilburg (* 27. Oktober 1989 in Fort Walton Beach, Florida als Mia Manganello) ist eine US-amerikanische Eisschnellläuferin.
Die Weltcup-Saison 2007/08 war ihre erste Teilnahme an einem Internationalen Wettbewerb.
Ihr bestes Ergebnis, mit Platz 13 in der B-Gruppe über 1000 Meter, lief sie auf ihrer Heimstrecke in Salt Lake City. Bei den Einzelstreckenweltmeisterschaften 2007 belegte sie mit Maria Lamb und Anna Ringsred den fünften Platz.
Bei den Weltcup-Auftakt 2008/09 in Berlin gewann sie ihre erste Medaille einbringen. Im Team mit Nancy Swider-Peltz Jr. und Catherine Raney-Norman belegten sie Platz 3. Eine Woche später in Heerenveen belegte dasselbe Team Platz 4. In der Gesamtwertung erreichte sie ihrem Team den zweiten Platz.